# 後藤佑紀
後藤 佑紀（ごとう ゆうき、1994年2月19日 - ）は、日本のモデルでありカメラマン、元レースクイーン。
愛知県出身。愛称は「きのちゃん」。チャームポイントは八重歯。

## 略歴
2018年
- 群馬クレインサンダーズ応援ユニットLTC[3]

2019年
- SUNOCOイメージガール[4]

2020年
- 日本レースクイーン大賞2020新人部門ファイナリスト[5]

2021年
- 湘南バンクエンジェル[6]（2019-2021）
- 西口プロレスリングガール2021（西口向上委員会）
- GOLF TODAY GTバーディーズ2021[7]

2022年
- SuperGT500 No.37 TGR TEAM KeePer TOM’S「KeePer Angels」[8]（2020-2022）を3年間務めた

2023年
- ゼントくんアンバサダー（2022-2023）として活動
- 5月1日、ファンクラブをFOLLOWMEからCOVERJU[9]へ移行
- 初代「奏の森リゾートレディ[10]」に生田ちむと共に就任

2024年
- 北関東ZENTグループ平成興業イメージガール[11]
- SuperGT300 No.2 muta Racing INGING「muta Racing fairies」（2023-2024）
- ニコンフォトサポアンバサダーSUPER FORMULA担当[12]
- 7月25日、2024年度のシーズンをもってレースアンバサダー卒業を発表
- 九州カスタムカーショー2024in熊本イメージガール[13]
- 12月8日、SUPER GT最終戦をもってレースアンバサダーを卒業

2025年
- SUPER FORMULA カメラアシスタント兼フォトサポアンバサダー[14]
- KYOJO CUP カメラマン

## 人物
- 特技は利きビール[1]。だが自身のオフ会でファンの前で利きビールを披露して全問不正解と言う不甲斐ない結果となってしまった。

```
2025年01月03日再度、自身のオフ会で利きビールを行ったところ5本中1本正解の再び不甲斐ない結果となった。
```

- 普通自動車免許を所有している[1]。

- レースアンバサダー卒業後はモデル活動をしながら上級カメラマンを目指して修行中[15]。

## 活動

### カメラマン歴
- 東条澪 フォトブック「Re.スタート」[16]（2024年）

### レースクイーン/レースアンバサダー歴
| 年     | カテゴリー                     | チーム名                                   | 他メンバー |
| ------ | ------------------------------ | ------------------------------------------ | ---------- |
| 2019年 | SUPER FORMULA                  | UOMO SUNOCO TEAM LEMAMS 「SUNOCOガール」   |            |
| 2020年 | スーパーGT 500クラス（37号車） | TGR Team KeePer TOM'S 「KeePer Angels」    | 小嶋みやび |
| 2021年 | スーパーGT 500クラス（37号車） | TGR Team KeePer TOM'S 「KeePer Angels」    | 引地裕美   |
| 2022年 | スーパーGT 500クラス（37号車） | TGR Team KeePer TOM'S 「KeePer Angels」    | 引地裕美   |
| 2023年 | スーパーGT 300クラス（2号車）  | muta Racing INGING 「muta Racing fairies」 | 瀬谷ひかる |
| 2024年 | スーパーGT 300クラス（2号車）  | muta Racing INGING 「muta Racing fairies」 | 神崎りの   |

## 出演

### イベント
| イベント名       | 出演年 | 出演ブース                                      |
| ---------------- | ------ | ----------------------------------------------- |
| 東京ゲームショウ | 2018年 | ギャラクシーマイクロシステムズ                  |
| 東京ゲームショウ | 2019年 | ギャラクシーマイクロシステムズ                  |
| 東京ゲームショウ | 2023年 | Xperia                                          |
| 東京オートサロン | 2020年 | BUSOU                                           |
| 東京オートサロン | 2022年 | KeePer                                          |
| 東京オートサロン | 2025年 | AUTOWAY                                         |
| CP+              | 2024年 | Nikon                                           |
| CP+              | 2025年 | KANIフィルターブース内・土屋勝義 講演（3月1日） |

#### その他イベント
- FLEX GIRL - TOYOTA GAZOO Racingラリーチャレンジ@富士山すその（2024年5月12日）
- ニコンフォトサポ - SUPER FORMULA フォトサポ カメラ女子が学ぶ講座（2024年5月18日、19日）
- CAPA博2024 - 「祝30周年！ 流し撮りGPスペシャル」・ゲスト（2024年11月23日）
- ふくろうエフエム ステラ☆Pop'nCandy！～サーキットで弾けろ！～
  - 2025年1月17日
  - 2025年2月14日
  - 2025年3月14日（生誕祭）
  - 2025年8月7日
- UNIZONE 2025
  - Rd.2[19] - MC、会場カメラマン（2025年4月29日）
  - Rd.3[20] - MC、会場カメラマン（2025年6月14日）
  - Rd.4[21] - MC補佐、会場カメラマン（2025年8月19日）
- JiqooRacing高田馬場8月マンスリーイベント・ゲスト（2025年8月30日）[22]

### Webコンテンツ
- CAPA CAMERA WEB - 執筆者・後藤佑紀[23]
- auto sport web - アンバサダー後藤佑紀と学ぶSF写真道
  - Vol.1（2025年5月15日）[24]
  - Vol.2（2025年7月3日）[25]
  - Vol.3（2025年8月5日）[26]